# فرانسيسكو بنس
فرانسيسكو بنس (هافانا، 28 يونيو 1867 - مدريد، 5 أبريل 1949) (بالإسبانية: Francisco Bens)‏ هو قائدٌ عسكريٌّ إسبانيٌّ. يُعتبر من أوائل حكام الصحراء الإسبانية، وكان عمله يرمي إلى تأسيس وتثبيت الحكم الإسباني بالمنطقة.

## حياته
في سِنِّ الخامسةَ عشرةَ التحقَ بالأكاديميَّةَ العسكريَّةَ في مدينة هافانا، وتخرَّجَ منها برتبةِ ملازمٍ ثانٍ في سِنِّ الثَّامِنَةِ عشرة. نُقِّلَ إلى إسبانيا، وشاركَ في قمعِ الانتفاضة الجمهوريَّة للعميد فيلاكامبا في مدريد (19 سبتمبر 1886). ففي عامِ 1893 شاركَ في قُوَّةِ الإغاثة المرسلة إلى مدينة مليلية المحتلة، حيث حاصر بجانب القوات الإسبانية الريفيون في حصن كابريريزاس ألتاس (حاكم مليلية المحتلة). وهو ما يعرف بالحرب الصغيرة . في فبراير 1896 أُرسِلَ إلى كوبا للمشاركة في حرب الاستقلال الكوبية . أكسبه أدائه الشجاع والمجتهد وسام أربعة صلبان حمراء للجدارة العسكرية. وفي نهاية الحرب التي حصلت فيها كوبا على الاستقلال، عاد إلى إسبانيا برتبة نقيب.
في ديسمبر 1903 عُيِّنَ حاكمًا سياسيًّا وعسكريًّا لمستعمرة ريو دي أورو (وادي الذهب، وفي 17 يناير 1904 وصل إلى خليج فيلا سيسنيروس (الداخلة). حرص فرانسيسكو بنس على جذب واستمالة السكان الأصليين، أثناء قيامه برحلات استكشافية بالمنطقة، بغرض تثبيت أقدام الوجود الإسباني. في عام 1907، زار بنس منطقة العرگوب ضاحية مدينة الداخلة، وفي عام 1910 قام برحلة استكشافية لمسافة أربعمائة كيلومتر إلى منطقة أدرار، التي كانت تخضع تحت سيطرة فرنسا الاستعمارية حينئذ.
في 29 يونيو 1916، استُعمرت منطقة رأس جوبي بمدينة طرفاية كمستعمرة إسبانية (سُميت مدينة طرفاية باسم فيلا بنس أي مدينة بنس تكريما له)، وفي 30 نوفمبر 1920، استعمرت الكويرة، وفي عام 1916 رُقِيَّ إلى رتبة مقدم كمكافأة على عطائه الإداري والعسكري في مستعمرة ريو دي أور. وفي عام 1925 أعفي من قيادته في مستعمرة الصحراء وهو عقيد في رتبته.